# Wikipedia en italiano
Wikipedia en italiano es la edición de Wikipedia en idioma italiano, iniciada en mayo de 2001. Actualmente es la novena Wikipedia con mayor número de artículos.
Aunque en julio de 2005 la Wikipedia en italiano tenía menos de 54 000 artículos, en agosto de ese año sobrepasó a las ediciones en español, portugués, neerlandés y sueco de Wikipedia, convirtiéndose en la sexta mayor edición por número de artículos. La razón principal de este rápido incremento, de 56 000 a 110 000 artículos, fue un bot automático que creó esbozos de más de 8000 municipios españoles en una operación llamada «Comuni spagnoli».
A este proyecto siguieron otros, con información de municipios franceses y de otros países. Las páginas así creadas eran siempre iguales: una tabla con una veintena de datos geográficos y demográficos (no muy actualizados, ya que por ejemplo los españoles provienen del censo de 2001) del municipio en cuestión. De las más de 110 000 entradas que alcanzó la Wikipedia en italiano por ese entonces, aproximadamente la mitad estaba constituida por este tipo de páginas.
El día 21 de mayo de 2007 alcanzó los 300 000 artículos, el 30 de agosto de 2009 alcanzó los 600 000 artículos, el 17 de diciembre de 2009 sobrepasó a la Wikipedia en japonés con poco más de 639 100 artículos. En enero de 2013 se convirtió en la quinta Wikipedia en alcanzar el millón de artículos, tras la Wikipedia en inglés, la Wikipedia en alemán, la Wikipedia en francés y la Wikipedia en neerlandés. Actualmente la Wikipedia en italiano cuenta con 1 923 675 artículos. Tiene 2 652 590 usuarios, de los cuales 7049 son activos.

## Cierre de octubre de 2011
Del 4 al 6 de octubre de 2011 Wikipedia en italiano cerró y bloqueó el proyecto por decisión de la Comunidad. Esta medida se tomó como protesta ante una nueva ley propuesta por el Gobierno italiano, en discusión en la Cámara de Diputados de aquel país. Esta ley, llamada ""Norme in materia di intercettazioni telefoniche, telematiche e ambientali" [Normas en materia de interceptaciones telefónicas, telemáticas y ambientales], en la cual se establece en el apartado número 29 que:

«Por lo sitios informáticos, incluidos los diarios y los periódicos difundidos electrónicamente, las declaraciones o las rectificaciones deberán ser publicadas dentro de las 48 horas siguientes de que fueron solicitadas, con las mismas características gráficas, la misma metodología de acceso al sitio y la misma visibilidad de la información a que se refieren.»

Y bajo la protección del Artículo 27 de la Declaración Universal de los Derechos Humanos: "Toda persona tiene derecho a la protección de los intereses morales y materiales que le correspondan por razón de las producciones científicas, literarias o artísticas de que sea autora." Con ello, cualquier persona que se vea afectada por difamación podría solicitar que el contenido sea removido en un plazo no mayor a 48 horas. Ante esto, Wikipedia en italiano concluyó:

Con este comunicado, queremos avisar a los lectores y a las lectoras sobre los riesgos que derivan de dejar a merced de los particulares la protección de su propia imagen y reputación, invadiendo los intereses legítimos de otros. En tales condiciones, los usuarios de la Red serían inducidos a dejar de ocuparse de dichos argumentos o personas, tal vez sólo para «no tener problemas».

## Hitos
| - 7 de marzo de 2023: 1 800 000 artículos. - 1 de febrero de 2019: 1 500 000 artículos. - 18 de noviembre de 2018: 6 000 000 de páginas. - 13 de octubre de 2018: 100 000 000 de ediciones. - 26 de noviembre de 2017: 1 400 000 artículos. - 6 de septiembre de 2016: 1 300 000 artículos. - 24 de mayo de 2015: 1 200 000 artículos. | - 16 de febrero de 2014: 1 100 000 artículos. - 22 de enero de 2013: 1 000 000 artículos. - 12 de marzo de 2012: 900 000 artículos. - 12 de mayo de 2011: 800 000 artículos. - 22 de junio de 2010: 700 000 artículos. - 30 de agosto de 2009: 600 000 artículos. - 3 de octubre de 2008: 500 000 artículos. | - 22 de enero de 2008: 400 000 artículos. - 21 de mayo de 2007: 300 000 artículos. - 27 de septiembre de 2006: 200 000 artículos. - 9 de septiembre de 2005: 100 000 artículos. - 3 de julio de 2005: 50 000 artículos. - 22 de julio de 2004: 20 000 artículos. - 4 de mayo de 2004: 10 00 artículos. |